# Annówka (obwód rówieński)
Annówka (ukr. Ганнівка, Hanniwka) – wieś na Ukrainie, w obwodzie rówieńskim, w rejonie rówieńskim, w hromadzie Korzec. W 2001 liczyła 321 mieszkańców, spośród których 318 wskazało jako ojczysty język ukraiński, a 3 rosyjski.
W okresie międzywojennym wieś znajdowała się w granicach II RP, wchodząc w skład gminy Korzec w powiecie rówieńskim, w województwie wołyńskim.